# (3524) Schulz
(3524) Schulz est un astéroïde de la ceinture principale.

## Description
(3524) Schulz est un astéroïde de la ceinture principale. Il fut découvert par l'astronome américain Bobby Bus le 2 mars 1981 à Siding Spring. Il présente une orbite caractérisée par un demi-grand axe de 2,614 UA, une excentricité de 0,128 et une inclinaison de 13,058° par rapport à l'écliptique.
Il fut nommé en hommage à Charles M. Schulz, dessinateur de comics, célèbre pour sa série de bandes dessinées, Peanuts, mettant en scène le personnage de Snoopy.

## Compléments